# Quaderns. Revista de Traducció
Quaderns. Revista de Traducció és una publicació acadèmica adreçada als estudiosos i professionals de la traducció i de les diverses disciplines afins, editada pel Departament de Traducció i d’Interpretació i d'Estudis de l'Àsia Oriental de la Universitat Autònoma de Barcelona (UAB).
Té per objectiu la difusió de textos inèdits procedents de la recerca feta per investigadors d’arreu del món relacionats amb l’estudi de la traducció; alhora, preveu la difusió de publicacions i d’esdeveniments científics d’especial rellevància. Els originals rebuts són avaluats, anònimament, per avaluadors experts.
Quaderns. Revista de Traducció va sorgir el 1998, amb el precedent de Cuadernos de Traducción e Interpretación / Quaderns de Traducció i Interpretació (1982-1992), que també editava la UAB. De bon començament va aspirar a convertir-se en una publicació científica d’abast global i, alhora, arrelada al país, que volia donar veu a les investigacions capdavanteres en les diverses línies de recerca de la traducció i la interpretació i, també, volia fer emergir una traductologia pròpia.